# 1865
1865 (MDCCCLXV) je bilo navadno leto, ki se je po gregorijanskem koledarju začelo na nedeljo, po 12 dni počasnejšem julijanskem koledarju pa na petek.

## Dogodki
- 9. april - konec ameriške državljanske vojne.

## Rojstva
- 17. februar - Ernst Troeltsch, nemški protestantski teolog, sociolog in filozof († 1923)
- 29. april - Maks Fabiani, slovenski arhitekt († 1962)
- 25. maj - Pieter Zeeman, nizozemski fizik, nobelovec 1902 († 1943)
- 17. oktober - Lucjan Żeligowski, poljski general in politik († 1947)

## Smrti
- 19. januar - Pierre-Joseph Proudhon, francoski ekonomist, filozof (* 1809)
- 17. februar - George Phillips Bond, ameriški astronom (* 1825)
- 26. avgust - Johann Franz Encke, nemški astronom (* 1791)
- 2. september - sir William Rowan Hamilton, irski matematik, fizik, astronom (* 1805)
- 15. april - Abraham Lincoln, 16. predsednik Združenih držav Amerike (* 1809 )